# ニアス島

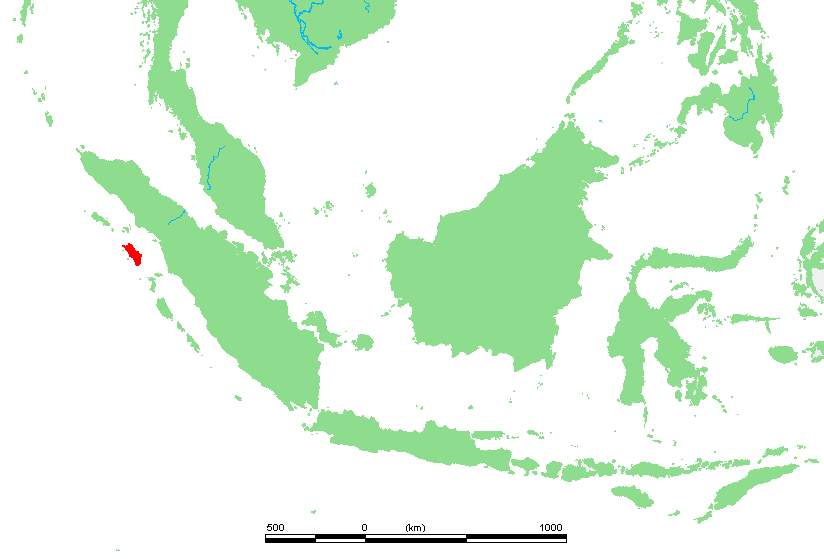
ニアス島の位置

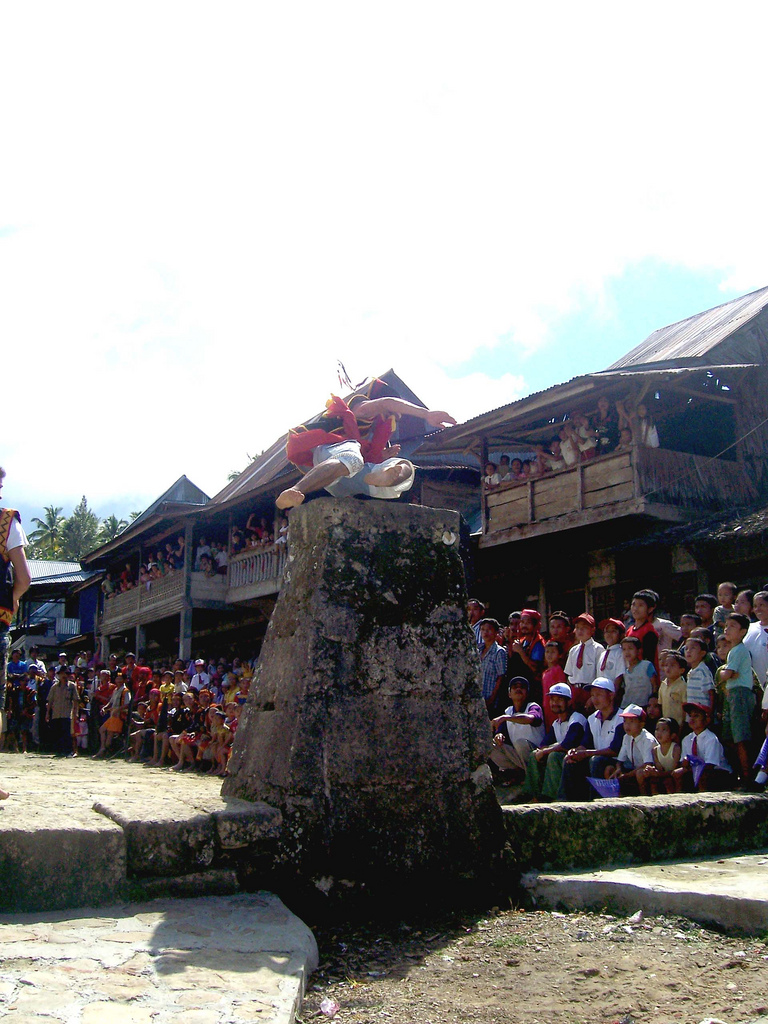
ジャンピングストーン

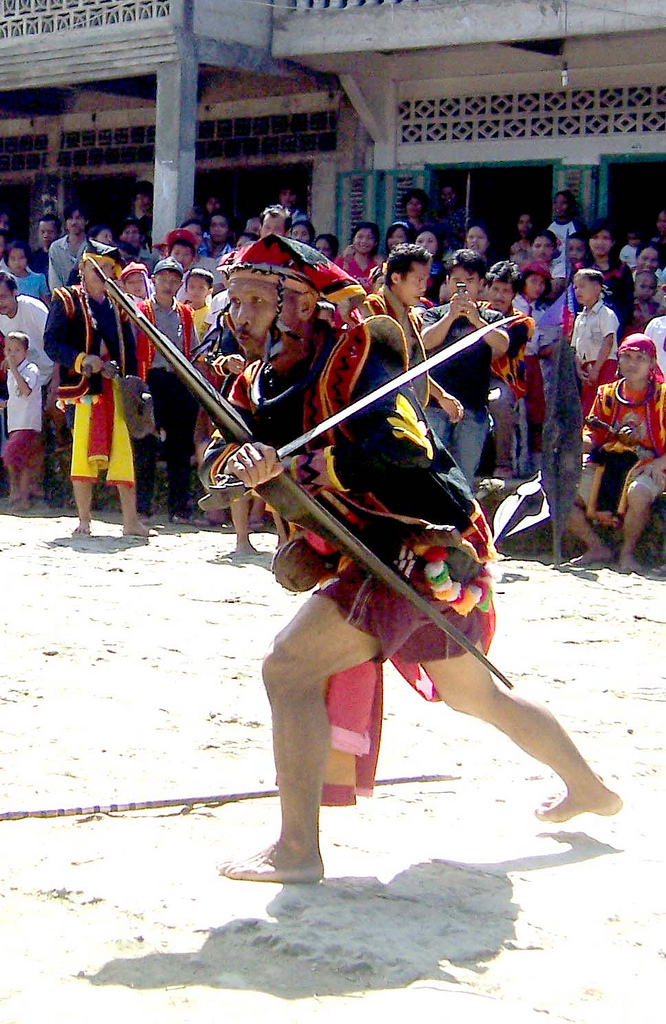
戦士の踊り

ニアス島（ニアスとう、英語 Nias Island；インドネシア語 Pulau Nias；ニアス語 Tanö Niha）は、インドネシアのスマトラ島の西に浮かぶインドネシア領の島。北スマトラ州に属している。ムンタワイ海峡(Mentawai Strait)でスマトラ島と隔てられ、北西にはシムルー島、南東にはバトゥ諸島が連なる。島はスマトラ島と同じユーラシアプレート上に位置し、西のスンダ海溝でオーストラリアプレートが滑り込んでいる。2004年12月26日のスマトラ沖地震と2005年3月28日のニアス地震によって大被害を受けたことで世界中に名前を知られるようになった。

## 概要
スマトラ島から140km西方の海上に位置する北スマトラ州(Propinsi Sumatra Utara)最大の島である。スマトラ島最大の都市メダンから飛行機で1時間ほどである。島全体でおよそ70万人の人口を擁する。
北部のニアス県には島の中心県都グヌン・シトリ（Gunungsitoli）があり、ビナカ空港から車で数十分北上したところにある。島唯一の国立病院(グヌンシトリ病院)もグヌン・シトリ市街地の中。市内には、BNIなどの銀行も数行もある。
南部の南ニアス県には、港湾やビーチリゾート(ソラケ Sorake)を擁する県都テルク・ダラム(Teluk Dalam)がある。ドイツ人によって建設されたルーカス病院(Lukas Hospital)、銀行もある。

## 自然地形
大まかにニアス島の海洋地形を眺めると、ユーラシアプレートは島西のスンダ海溝でオーストラリアプレートが滑り込んでいる。しかし、ニアス島近海ではプレートは複雑に褶曲しており、スンダ海溝は分断されている。バニャック諸島周辺からニアス島方向に分岐断層が走り、そのため島東岸は沈降しておりニアス海盆が形成されている。島全体は森林に覆われているが、近年、人口、プランテーションの増加により、森林資源の劣化が見受けられる。この島で採れるサトイモ科の植物アグラオネマ　ピクタム（Aglaonema pictum）は葉の模様に特徴がある物が知られており愛好家の中では高値で取引されている。

## 行政区分
行政区分は、かって島全体がひとつのニアス県(Kabupaten)であったが、2003年以降、島内はニアス県と南ニアス県が設定された。
ニアス県(Kabupaten Nias：行政コード1201)
32郡(Kecamatan) 2006年BRR資料
- 060 Idanögawo
- 061 Bawölato
- 061 Mandrehe
- 070 Gidö
- 080 Lolofitu Moi
- 081 Somolo Molo
- 082 Ulu Gawo
- 083 Ulu Moro’ö
- 110 Sirombu
- 111 Lahömi
- 121 Mandrehe Utara

- 122 Mandrehe Barat
- 123 Moro’ö
- 124 Mau
- 130 Hiliduho
- 132 Botomuzöi
- 133 Hili Serangkai
- 140 Gunungsitoli
- 141 Gungsitoli Alo’oa
- 141 Gunungsitoli Utara
- 143 Gunungsitoli Selatan
- 144 Gunungsitoli Idanoi

- 150 Tuhemberua
- 151 Lotu
- 152 Sawö
- 153 Sitolu öri
- 160 Alasa
- 161 Alasa Talu Muoi
- 162 Namöhalu Esiwa
- 170 Lahewa
- 171 Afulu
- 172 Lahewa Timur

南ニアス県(Kabupaten Nias Selatan ：行政コード1214)
8郡(Kecamatan) 2003年施行
- 010 Pulau-pulau Batu
- 011 Hibala
- 020 Teluk Dalam

- 030 Amandraya
- 040 Lahusa
- 050 Gomo

- 070 Lölöwa'u
- 060 Lölömatua

## 経済
自給経済が中心であったが、近年、人口の増加、商品作物栽培の増加に伴い、島外の経済との結びつきを強めている。主要輸出品は天然ゴム、コプラ、カカオ、ニラム油(Nilam:Patchouli Oil)、コーヒー、丁子など。島内消費用には水稲、陸稲、キャッサバ、バナナなどを栽培している。

## 歴史
文献にニアス島について記載が初めて現れるのは815年のアラビア語文献であるといわれている。その後、1193年エドリシ(Edrisi)による民族誌的な記述がある。
17世紀にはいるとスマトラ島からイスラム教が伝えられ、改宗が行われた。
17-18世紀ごろ、オランダ植民地や伝道師たちによって、ニアスの事情が植民地本国に伝えられるようになる。19世紀後半に布教の始まったプロテスタントは、ニアス語聖書の作成などの成果をあげながら、1910-40年までにプロテスタントへの入信が急速に拡大した。
ニアス島の民族学研究は、1917年はシュローダーによって初めて体系的な資料集が行われ、そのときに集められた資料はオランダのライデン国立民族学博物館(National Museum of Ethnology,Leiden:Rijksmuseum voor Volkenkunde)に収蔵されている。
第二次世界大戦末期には、スマトラ島から撤退してきた日本軍が一時立て篭もった。島のグヌンシトリ北部に塹壕跡、港のコンクリート構築物などの施設が残っており、南部にも塹壕跡が残る。
スハルト政権後、地方分権化法の施行により県の権限が増大されると、各地で県の増設が行われたが、ニアス島でも2003年に、北・南部の二県に行政区分が行われた。さらに、制限を受けていたローカルNGOの活動も行われるようになった。近年はニアス島は災害に悩まされてきた。2001年、過剰な森林開発が原因と見られる洪水、地すべりにより多数の死者が出る被害があり、2004年12月26日には、スマトラ沖地震、2005年3月28日のニアス島近海での地震において甚大な被害を受けた。

## 宗教

### キリスト教
ニアス島民大半はキリスト教（プロテスタント）を信仰しており、村々には必ず教会がある。1832年、カトリック教会の宣教師が島でキリスト教の布教を初めて開始したが、程なくして宣教師が亡くなったため宣教活動は中断した。しかしその後、パダンでニアス人労働者に布教活動をしていたライン宣教師協会(Rheinische Mission Gesellschaft (RMG)）のデニンガー師（Rev. E. Ludwig Denninger）が島民の勧めに応じ、1865年、グヌンシトリで布教を行開始した。1932年にはニアス島内で初のプロテスタント教会会議が開かれ、プロテスタント協会組織 Banua Niha Keriso Protestant (BNKP)が設立された。以降、1940年には信徒13万人に達した。現在まで急速にプロテスタント信者を増やしていた。他方、カトリック教会は第二次世界大戦以降に再びグヌンシトリを中心にして再開し、南部への布教活動を行っている。

### イスラム教
17世紀ごろから、ニアス島に伝えられ、1673年にグヌンシトリに初めて礼拝所(スラウ)が建設される。これが現在ある1907年建設のモスジット・イリール(Mesjid Ilir）の基礎になっている。北部にはムスリムも多い。

### ニアス宗教観
ニアス独自の宗教観も残している。ニアスの伝統的な宗教は、天神ロワランギ(Lowalangi)(善神、弟神）、地神ラトーレ・ダノ(Lature Danö)(悪神、兄神)の二神を中心に展開され、各地にバリエーションがある。また、多くの神々が存在する。地震に関係する神としては、ロワランギの妻シレウェ・ナザラタ（Silewe Nazarata）がおり、地震は彼女が世界の輪を蛇に変えたためにおきるようになったとされる。かつてシレウェ・ナザラタを中心に宗教集団が作られ、儀礼などが行われていた。1935年12月28日、バトゥ諸島テロ島を中心とする大地震が起きた際には、人々は地下に住む蛇神ラトーレ・ダノを畏怖して祈ったとの記録も残っている。

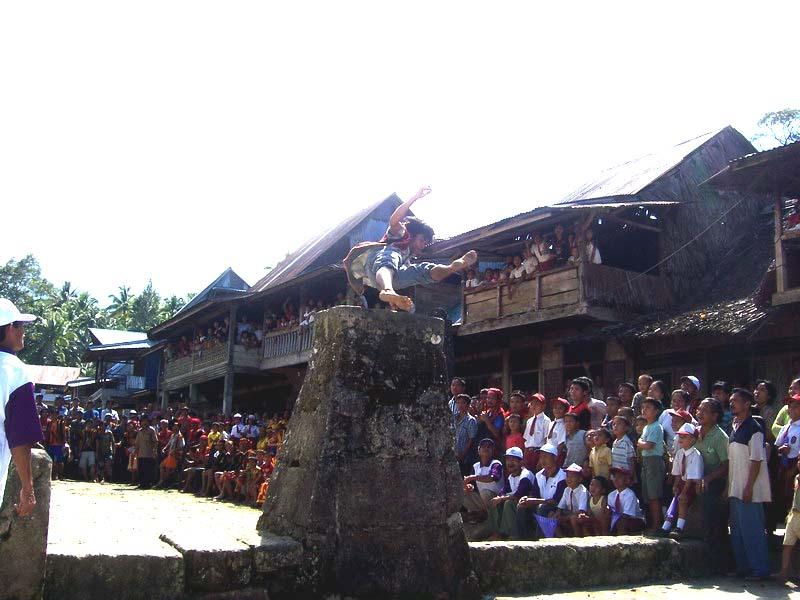
ジャンピングストーン

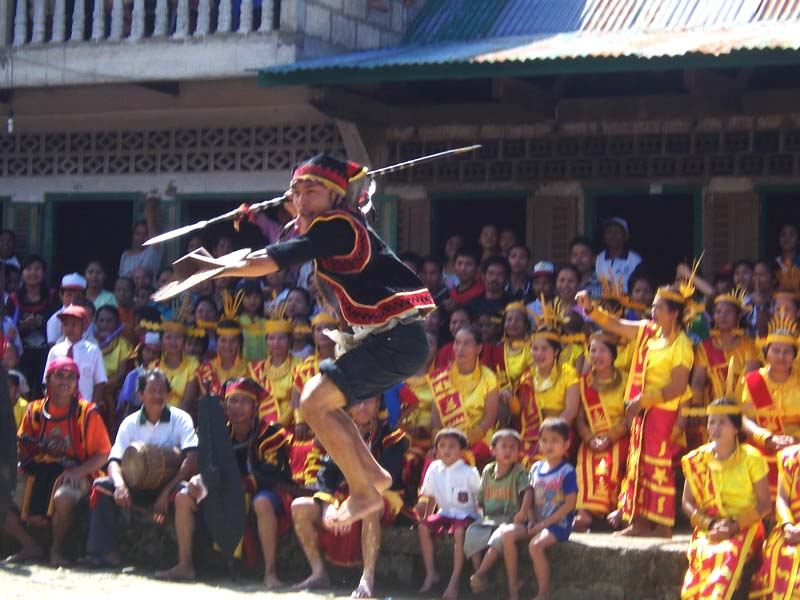
戦士の踊り

## 観光・文化
ニアス島の南部の丘陵地には、高床建物の木造住居群（Omo Hada）が散在している。村は王族（Si'ila）の巨大な家屋を中心に木造家屋群が立ち並んでいる。一般的な家屋1軒を建てるのには30年以上必要であり、世代を超えて少しずつ作り上げ、また修理して使っている。しかし、近代化の波が押し寄せており、現在は家屋の椰子葺きの屋根は、トタン屋根に移りつつある。また、伝統家屋は裏側にコンクリート製家屋を増築して使っている家もある。
村内の路地は石畳であり、多く石造物が配置されている。伝統家屋群は一部は観光化されており、2mほどの石の跳び箱を飛び越えるジャンピングストーンや戦士の踊りなどを目玉にしている。ジャンピングストーンは、1000ルピア札の図柄にも使用された。
南部のソラケビーチ(もしくは、ラグンディ・ビーチ)はサーフィンで有名。かつてサーフィンの国際大会が行われた。オーストラリアを中心としたサーファーたちが訪れる。
島内の料理は、さまざまな海産物料理や豚料理が有名。

## 交通
- 空港：ビナカ空港(Binaka Airport)-北スマトラ州メダン・ポロニア空港
  - 航空会社
    - MERPATI
    - SMAC (Sabang Merauke Air Charter)
- 船:グヌンシトリ(Gunung sitoli)・テルクダラム(Teluk Dalam）-スマトラ島北スマトラ州シボルガ(Sibolga)

## 文献紹介
- Suzuki,P. (1959) The Religious System and Culture of Nias, Indonesia, Uitg. Excelsior-ニアスの宗教に関して
- Beatty,A. (1992) Soiety and Exchange in Nias, Clarendon Press -ニアス民族誌に関して
- Dermawan, J. (2003) A study of Nias Revival in Indonesia Soiety, AJPS 6:2, pp.247-263 -ニアス島・プロテスタント伝道史に関して